# Morceau de réception

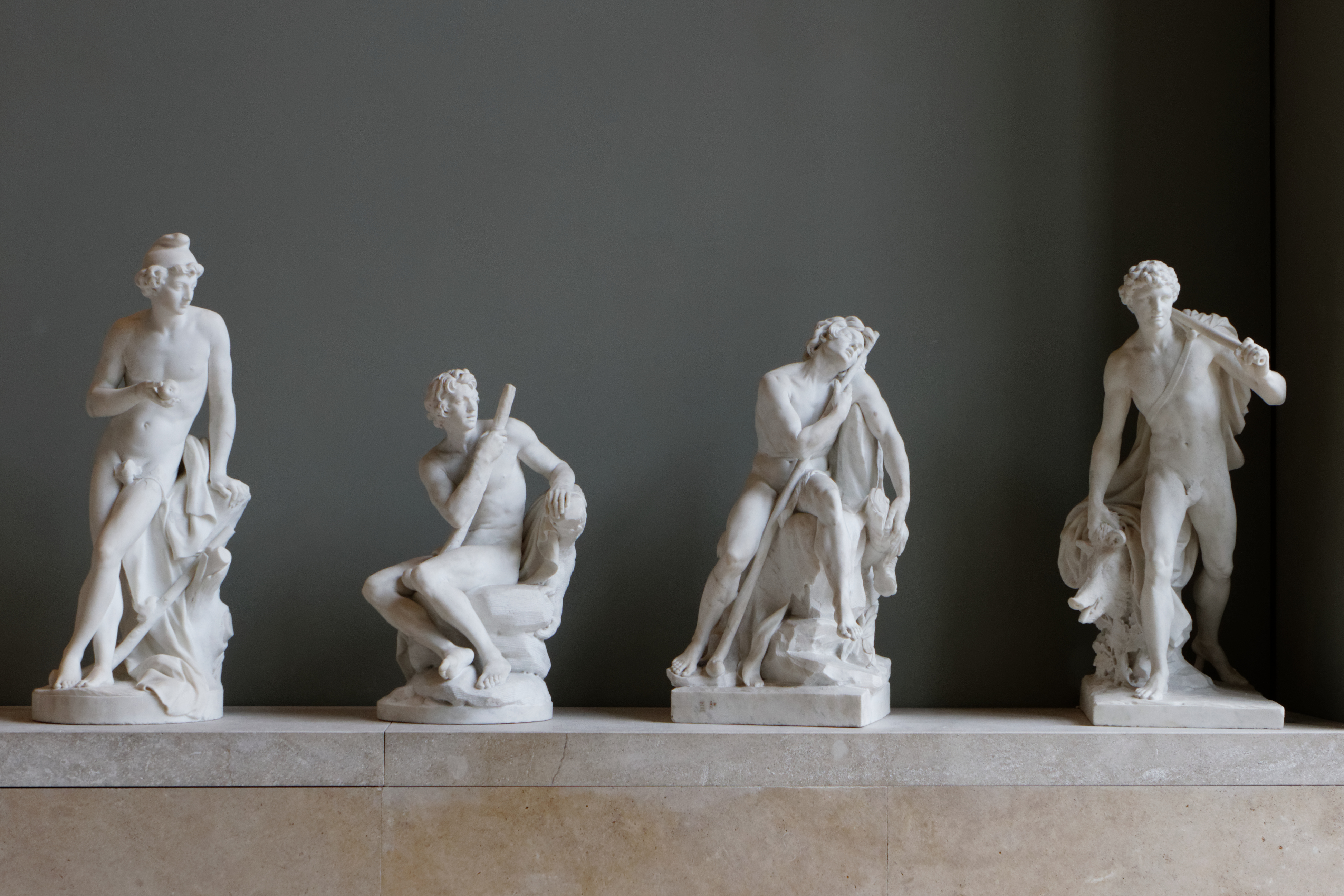
Morceaux de réception présentés au musée du Louvre.

Un morceau de réception est une œuvre d'art dont la réalisation est imposée aux artistes souhaitant devenir membres d'une académie des beaux-arts.

## Histoire

### France
En France, à l'Académie royale de peinture et de sculpture, une œuvre est imposée, depuis l'arrêt royal de 1663, aux peintres, sculpteurs et graveurs, prétendant au titre d'académicien. C'était donc en quelque sorte l'équivalent du chef-d'œuvre des corporations. Les morceaux de réception étaient ensuite conservés dans les locaux de l'Académie.
Le postulant, une fois agréé, disposait au plus de trois années pour exécuter son morceau de réception, mais dans de nombreux cas, le délai fut très largement dépassé. Par ailleurs, si le sujet était fixé par l'académie, la réalisation était libre. L’Académie instaura cependant l'usage pour les portraitistes de prendre comme sujet un des membres, voire deux.
Après la dissolution de l'Académie en 1793 et des déplacements entre divers musées parisiens, la première dispersion de la collection vers des musées de province eut lieu en 1803, notamment à Montpellier, Lyon, Rennes, Caen et surtout à Tours ; les musées du Louvre et dans une moindre mesure celui de Versailles conservant jusqu'à présent (XXIe siècle) les pièces les plus célèbres.

## Morceaux de réception célèbres

### Peinture
- La vocation de saint Pierre et saint André, Michel Corneille le Jeune, 1673 (réception)
- Hercule et Busiris, Jean-Baptiste Corneille, 1675 ;
- Hercule luttant contre les centaures, Bon Boullogne, 1677 ;
- Louis XIV se reposant dans le sein de la gloire d’Antoine Coypel, 1681 ;
- Suzanne au bain, Jean-Baptiste Santerre, 1704 ;
- La Mort des enfants de Niobé, Jean-François de Troy, 1708 ;
- Le Pèlerinage à l'île de Cythère de Jean-Antoine Watteau, reçu en 1717, agréé en 1712	 ;
- Apelle peignant Campaspe, Nicolas Vleughels, 1716 ;
- Persée pétrifiant Phinée de Jean-Marc Nattier, 1718 ;
- Hercule et Cacus, François Lemoyne, 1718 ;
- Bacchus confié aux nymphes de l'île de Naxos, de Collin de Vermont, 1725 ;
- Hercule et Omphale de Dumont le Romain, 1728 ;
- La Raie et Le Buffet de Jean Siméon Chardin, reçu en 1728.	 ;
- Réjouissance de soldats, Jean-Baptiste Pater, 1728 ;
- Renaud et Armide, François Boucher, 1734 ;
- L'Ambition de Tullia, Michel-François Dandré-Bardon, 1735 ;
- Ulysse sauvé du naufrage, Pierre Charles Trémolières, 1737 ;
- Dispute de Minerve et de Neptune, Noël Hallé, 1748 ;
- Marine, soleil couchant, Claude Joseph Vernet, 1753 ;
- L'Enlèvement de Déjanire, Louis Jean François Lagrenée, 1755 ;
- Vase de lapis et instruments de musique, Roland de La Porte, 1763 ;
- Vue de Rome, Hubert Robert, 1766 ;
- Septime Sévère et Caracalla, Jean-Baptiste Greuze, 1769 ;
- Philémon et Baucis de Jean-Bernard Restout, 1771 ;
- l'Étude arrêtant le Temps, François-Guillaume Ménageot, 1780 ;
- Achille et le centaure Chiron, Jean-Baptiste Regnault, 1783 ;
- Curius Dentatus refusant les présents des Samnites, Pierre Peyron, 1787 ;
- Cicéron découvrant le tombeau d'Archimède de Pierre-Henri de Valenciennes, 1787 ;
- La Douleur d’Andromaque de Jacques-Louis David, 1783.

### Sculpture

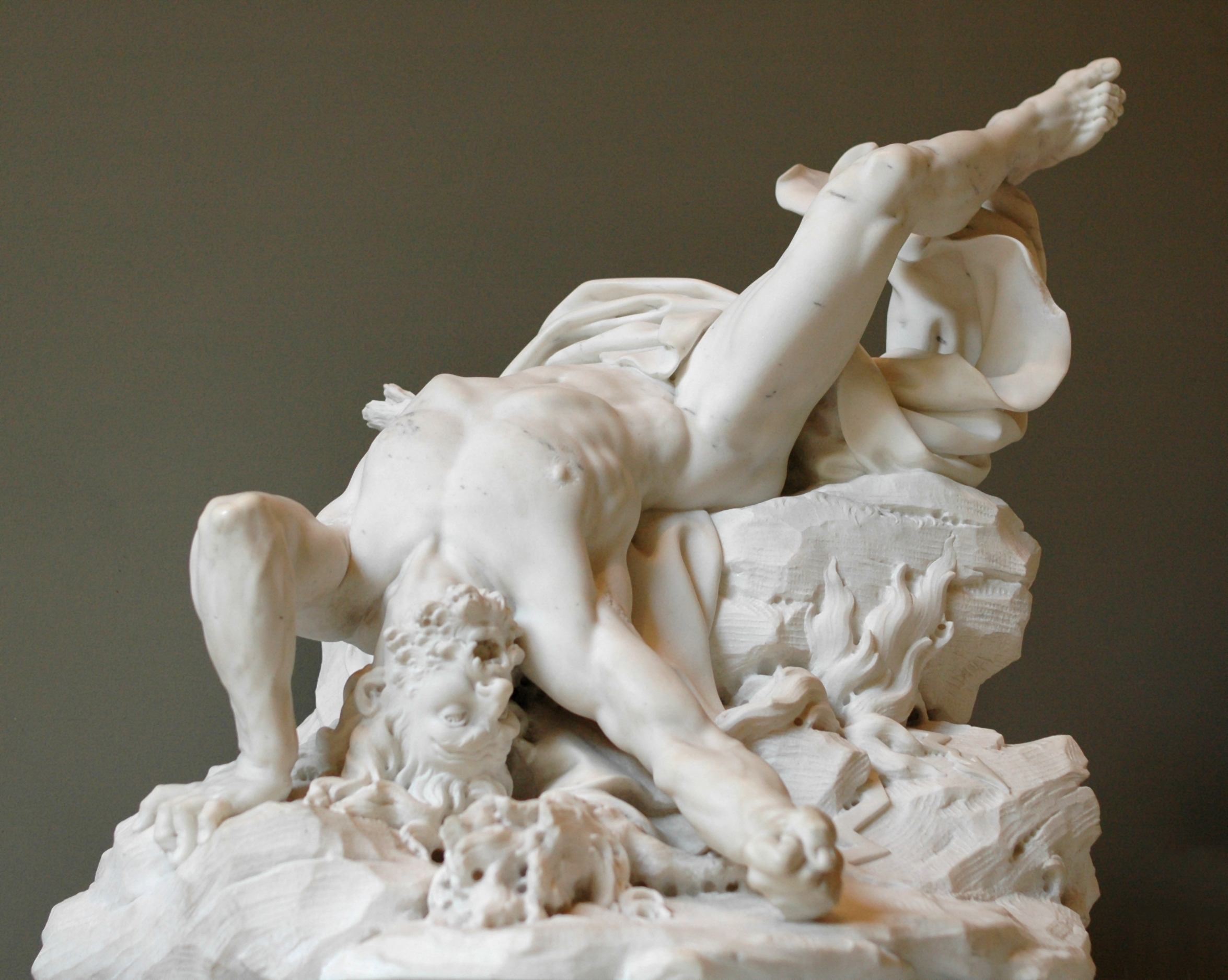
François Dumont, Titan foudroyé, 1712 (Musée du Louvre)

- Mater dolorosa, François Girardon, 1657
- Buste de Charles Le Brun, Antoine Coysevox, 1679
- Polyphème, Corneille Van Clève, 1681
- Le Dieu de la Santé montre à la France le buste de Louis XIV, Nicolas Coustou, 1693

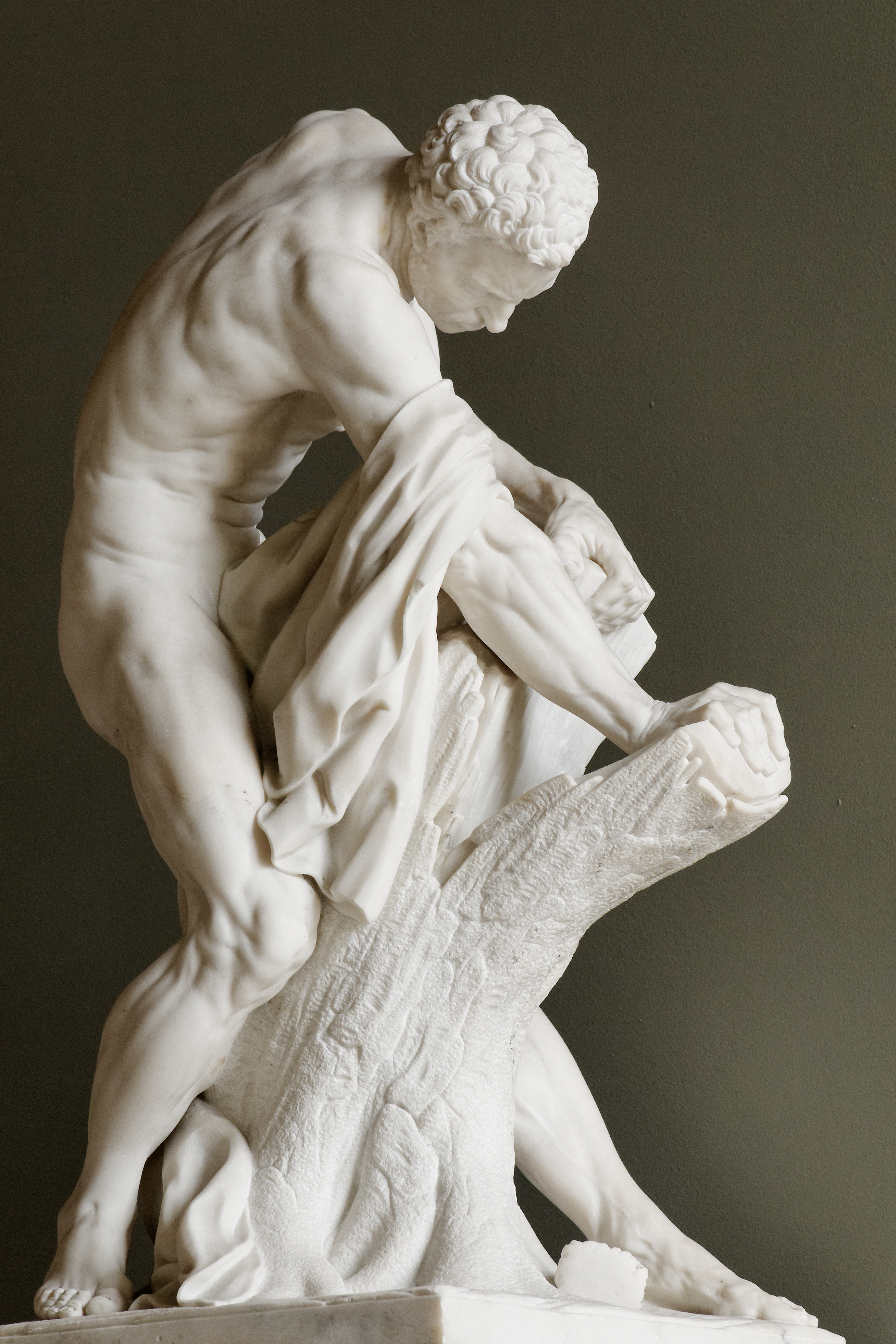
Edme Dumont, Milon de Crotone, 1768 (Musée du Louvre)

- Galatée, Robert Le Lorrain, 1701 (National Gallery of Art, Washington)

- Buste de Jules Hardouin-Mansart, Jean Louis Lemoyne, 1703
- Hercule sur le bûcher, Guillaume Coustou, 1704
- Plutus, dieu des richesses, Anselme Flamen, 1708
- La Mort de Didon, Claude Augustin Cayot, 1711
- Titan foudroyé, François Dumont, 1712
- La Mort d'Hippolyte, Jean-Baptiste I Lemoyne, 1715
- Neptune calmant les flots, Lambert Sigisbert Adam, 1737
- Vulcain, Guillaume II Coustou, 1741
- La chute d'Icare, Paul Ambroise Slodtz, 1743
- Mercure attachant ses talonnières, Jean-Baptiste Pigalle, 1744
- Jésus-Christ appuyé sur la croix, Edme Bouchardon, 1745
- Berger endormi, Louis Claude Vassé, 1751
- Milon de Crotone, Etienne Maurice Falconet, 1754
- Le Fleuve, Jean Jacques Caffieri, 1759
- Milon de Crotone, Edme Dumont, 1768
- Morphée, Jean Antoine Houdon, 1777

### Gravure
- Portrait de Robert Le Lorrain, Jacques Nicolas Tardieu d'après Nonnotte, 1749